# Питсфорд (Њујорк)
Питсфорд (енгл. Pittsford) град је у америчкој савезној држави Њујорк.

## Демографија
По попису из 2010. године број становника је 1.355, што је 63 (-4,4%) становника мање него 2000. године.
| Група             | 2000.         | 2010.         |
| Белци             | 1.380 (97,3%) | 1.284 (94,8%) |
| Афроамериканци    | 8 (0,6%)      | 10 (0,7%)     |
| Азијати           | 8 (0,6%)      | 16 (1,2%)     |
| Хиспаноамериканци | 13 (0,9%)     | 33 (2,4%)     |
| Укупно            | 1.418         | 1.355         |